# 楊岳田
杨岳田（?—?），江苏常州府阳湖县人。清朝官员。同进士出身。
乾隆二年（1737年）丁巳恩科三甲进士。乾隆十三年（1748年）任福建邵武府建宁县知县。